# Corydalis oligosperma
Corydalis oligosperma är en vallmoväxtart som beskrevs av Cheng Yih Wu och T.Y. Shu. Corydalis oligosperma ingår i släktet nunneörter, och familjen vallmoväxter. Inga underarter finns listade i Catalogue of Life.